# Anas Hijah
Anas Jamal Mohammad Hijah (Amman, 23 giugno 1987) è un calciatore giordano, centrocampista dello Shabab Al-Ordon.

## Caratteristiche tecniche
È un trequartista.

## Carriera

### Club
Comincia a giocare in patria, all'Al-Faysali. Nel 2011 si trasferisce in Iraq, al Dohuk. Nel 2013 torna in patria, allo Shabab Al-Ordon. Nel 2014 passa all'Al-Hussein. Nell'estate 2015 viene acquistato dall'Al-Baqa'a. Nel gennaio 2016 si trasferisce all'Al-Jazira di Amman. Nell'estate 2016 viene acquistato dallo Shabab Al-Ordon.

### Nazionale
Ha partecipato, con la nazionale giordana Under-20, al mondiale Under-20 del 2007. Ha debuttato in nazionale maggiore il 28 gennaio 2008, in Giordania-Libano (4-1). Ha messo a segno la sua prima rete con la maglia della nazionale l'8 luglio 2011, in Giordania-Yemen (4-0). Ha partecipato, con la nazionale, alla Coppa d'Asia 2011. Ha collezionato in totale, con la maglia della nazionale maggiore, 23 presenze e una rete.